# 埃尔沃东
埃尔沃东，是西班牙卡斯蒂利亚-莱昂萨拉曼卡省的一个市镇。 总面积61平方公里，总人口338人（2001年），人口密度6人/平方公里。